# Satoshi Tomiie
Satoshi Tomiie (富家 哲?, Tomiie Satoshi; Tokyo, 22 novembre 1966) è un disc jockey e produttore discografico giapponese.

## Biografia
Tomiie cominciò la sua carriera per caso, quando una casa cosmetica lo incaricò di comporre un brano per il tour promozionale, offrendogli la possibilità di lavorare con l'allora già famoso Frankie Knuckles. Il DJ, già esperto nel campo, decise così di ingaggiarlo per comporre con lui e David Morales il singolo Tears, pubblicato nel 1989 e che ha ottenuto un buon successo, raggiungendo la vetta delle classifiche house di tutto il mondo.
Raggiunto il successo, Tomiie ha proseguito la sua carriera riscontrando grandi successi e qualificandosi ai primi posti nella classifiche house mondiali.

## Discografia

### Album in studio
- 1999 – Full Lick
- 2015 – New Day

### Album di remix
- 1999 – Re-Lick-Ed
- 2017 – Abstract Nature

### EP
- 2012 – Backside Wave EP
- 2017 – 512 EP
- 2017 – To Ray EP (con Giuseppe Tuccillo)
- 2017 – YOYAKUZA002

### Singoli
- 1989 – Tears
- 1990 – And I Loved You (feat. Arnold Jarvis)
- 1996 – Harusaki-Kobeni (con Akiko Yano)
- 1996 – K-Jee (pubblicato come Shellshock)
- 1998 – Darkness (feat. Robert Owens & Cevin Fisher)
- 1998 – Come to Me (feat. Diane Charlemagne)
- 1999 – Heaven
- 1999 – Inspired (feat. Diane Charlemagne)
- 1999 – Up in Flames (feat. Kelli Ali)
- 2001 – Love in Traffic (feat. Kelli Ali)
- 2001 – Atari (feat. Chara)
- 2001 – Virus
- 2003 – Scandal in New York (con ICE)
- 2006 – Glow
- 2007 – Elevate (con Pete Heller)
- 2007 – Solar Wind
- 2012 – Straight Up
- 2012 – Prism Vision